# Коробов, Николай Архипович
Николай Архипович Коробов (1908, шахта «Щегловка», теперь в составе города Макеевки Донецкой области — ?) — советский партийный, хозяйственный и политический деятель. Управляющий треста «Макеевстрой». Председатель исполнительного комитета Макеевского городского совета депутатов трудящихся Сталинской области. Депутат Верховного Совета УССР 3-5-го созывов.

## Биография
Родился в семье рабочего-горняка. Трудовую деятельность начал в 1923 году выносчиком породы на шахте № 6 «Капитальная» треста «Будённовскуголь», затем работал на этой шахте слесарем.
Член ВКП(б) с 1929 года.
В 1929—1934 годах — студент Харьковского строительного института.
В 1934—1941 годах — прораб, главный инженер треста «Макеевбуд» Донецкой (Сталинской) области.
В 1941 году — секретарь Макеевского городского комитета КП(б)У Сталинской области.
Во время Великой Отечественной войны находился в эвакуации, работал секретарем Алапаевского районного комитета ВКП(б) Свердловской области РСФСР.
В 1943—1946 годах — партийный организатор ЦК ВКП(б) на Макеевском металлургическом заводе имени Кирова Сталинской области.
С 1946 года — управляющий треста «Макеевстрой» Министерства строительства предприятий тяжелой индустрии СССР (город Макеевка Сталинской области); начальник управления строительства канала Северный Донец—Донбасс.
С конца 1950-х до начала 1960-х годов — председатель исполнительного комитета Макеевского городского совета депутатов трудящихся Сталинской области.

## Награды
- орден Трудового Красного Знамени (23.01.1948)
- орден Красной Звезды
- ордена
- медали